# Liste der Hochhäuser in Arizona
In der Liste der Hochhäuser in Arizona werden die Hochhäuser im US-Bundesstaat Arizona ab einer strukturellen Höhe von 100 Metern aufgezählt, das bedeutet die Höhe bis zum höchsten Punkt des Hochhauses ohne Antenne. Aufgezählt werden nur fertiggestellte und im Bau befindliche Hochhäuser.

## Auflistung der Hochhäuser nach Höhe
| Nr. | Name                   | Stadt   | Höhe                          | Etagen | Baujahr            | Status   |
| --- | ---------------------- | ------- | ----------------------------- | ------ | ------------------ | -------- |
| 1.  | Chase Tower            | Phoenix | 148,1 m                       | 40     | 1972               | Erbaut   |
| 2.  | Cityscape Tower 2      | Phoenix | 126,4 m                       | 36     | 2014               | im Bau   |
| 3.  | US Bank Center         | Phoenix | 124,1 m                       | 31     | 1976               | Erbaut   |
| 4.  | Qwest Plaza            | Phoenix | 121 m                         | 25     | 1989               | Erbaut   |
| 5.  | Wachovia Tower         | Phoenix | 117,3 m                       | 27     | 2010               | Erbaut   |
| 6.  | One Central Park East  | Phoenix | 116,7 m                       | 26     | 2009               | Erbaut   |
| 7.  | 44 Monroe              | Phoenix | 115,8 m (Höhe bis zur Spitze) | 34     | 2008               | Erbaut   |
| 8.  | Cityscape Tower 3      | Phoenix | 114,3 m                       | 36     | 2010               | Erbaut   |
| =   | Cityscape Tower 4      | Phoenix | 114,3 m                       | 36     | 2011               | Erbaut   |
| 10. | Viad Corporate Center  | Phoenix | 114 m                         | 24     | 1991               | Erbaut   |
| 11. | Two Renaissance Square | Phoenix | 113,4 m                       | 28     | 1990               | Erbaut   |
| =   | Wells Fargo Plaza      | Phoenix | 113,4 m                       | 26     | 1971               | Erbaut   |
| 13. | Phoenix City Hall      | Phoenix | 112,2 m (Höhe bis zur Spitze) | 20     | 1994               | Erbaut   |
| 14. | Sheraton Phoenix       | Phoenix | 109,7 m                       | 31     | 2008               | Erbaut   |
| =   | Bank of America Tower  | Phoenix | 109,7 m                       | 23     | 2000               | Erbaut   |
| 16. | 3300 Tower             | Phoenix | 108,5 m                       | 29     | 1980               | Erbaut   |
| 17. | Century Tower          | Tucson  | 106,7 m                       | 27     | noch nicht datiert | Baustopp |
| 18. | One Renaissance Square | Phoenix | 105,8 m                       | 26     | 1986               | Erbaut   |
| 19. | West Sixth Tower Two   | Tempe   | 105,1 m                       | 30     | 2011               | Erbaut   |
| 20. | Phoenix Plaza One      | Phoenix | 100,9 m                       | 20     | 1990               | Erbaut   |
| =   | Phoenix Plaza Two      | Phoenix | 100,9 m                       | 20     | 1988               | Erbaut   |
| 22. | UniSource Energy Tower | Tucson  | 100,6 m                       | 23     | 1986               | Erbaut   |